# Aivaras Tušas
Aivaras Tušas (* 14. Januar 1976 in der Rajongemeinde Ukmergė) ist ein litauischer Politiker, Vizeminister.

## Leben
Nach dem Abitur in Taujėnai bei Ukmergė  absolvierte Tušas von 1994 bis 1998 das Bachelorstudium der Mechanik an der Kauno technologijos universitetas. Von 2001 bis 2003 studierte er Englisch an der London-Akademie (Cambridge F.C.E.). Von 2008 bis 2009 war er Logistik-Leiter der „Recycling Clothes Company Ltd“ und von  2009 bis 2012  Direktor der „Ader United Ltd“. Vom Januar 2013 bis Oktober 2013 war er stellvertretender Sozialminister Litauens als  Stellvertreter von Algimanta Pabedinskienė im Kabinett Butkevičius.